# ستوات
ستوات (بالبلغارية: Столът)‏ قرية تقع إدارياً ضمن مقاطعة غابروفو في بلغاريا. ويبلغ عدد سكانها 280 نسمة حسب تعداد 15 مارس 2015. تعتمد ستوات للبريد على الرمز البريدي 5452 وللاتصالات على رمز الاتصال الهاتفي المحلي 067391.